# Parasophronicomimus ruber
Parasophronicomimus ruber är en skalbaggsart som beskrevs av Stefan von Breuning 1971. Parasophronicomimus ruber ingår i släktet Parasophronicomimus och familjen långhorningar.
Artens utbredningsområde är Madagaskar. Inga underarter finns listade i Catalogue of Life.